# Exogone parahomoseta
Exogone parahomoseta är en ringmaskart som beskrevs av Hartmann-Schröder 1974. Exogone parahomoseta ingår i släktet Exogone och familjen Syllidae. Utöver nominatformen finns också underarten E. p. simpliseta.